# Kaspars Gorkšs
Kaspars Gorkšs, född 6 november 1981 i Riga, är en lettisk före detta fotbollsspelare (back). Gorkšs var mellan 2018 och 2019 ordförande i Latvijas Futbola federācija.
Gorkšs gjorde under sin karriär 89 landskamper samt 5 mål för Lettlands herrlandslag i fotboll.

## Klubbkarriär
Gorkšs inledde sin karriär i Rigaklubben Auda Rīga år 1997, och stannade i klubben till år 2002. Då började han spela för den svenska klubben Östers IF i Allsvenskan. År 2004 gick han över till Assyriska FF, där han spelade 22 matcher innan han året därpå flyttade hem till lettiska FK Ventspils. I Ventspils gjorde han 28 matcher innan han år 2006 gick till Blackpool, där han stannade i två säsonger. Mellan 2008 och 2011 spelade han 114 matcher och gjorde 6 mål för Queens Park Rangers. Han spelade mellan 2011 och 2014 i Reading.